# 20 Pułk Piechoty (LWP)
20 Pułk Piechoty (20 pp) – oddział piechoty ludowego Wojska Polskiego.
Pułk był formowany dwukrotnie, latem i jesienią 1944 roku, w oparciu o sowiecki etat Nr 04/501 pułku strzelców gwardii.
Po raz drugi 20 Pułk Piechoty rozpoczęto formować w październiku 1944 roku w Fajsławicach, w składzie 11 Dywizji Piechoty. 15 listopada 1944 roku zalążek pułku liczył 304 żołnierzy, w tym 54 oficerów, 17 podoficerów i 233 szeregowców. Stanowiło to 11,7% stanu etatowego. 15 listopada 1944 roku została podjęta decyzja o zaniechaniu formowania 3 Armii, a tym samym 20 pp. Do końca listopada jednostka została rozformowana, a żołnierze w większości wcieleni do 10 DP i 5 BSap.